# Millest-Bodsjön
Millest-Bodsjön är en sjö i Bergs kommun i Jämtland och ingår i Ljungans huvudavrinningsområde. Sjön har en area på 0,361 kvadratkilometer och ligger 753,1 meter över havet. Sjön avvattnas av vattendraget Bodsjöbäcken.

## Delavrinningsområde
Millest-Bodsjön ingår i det delavrinningsområde (697987-138589) som SMHI kallar för Utloppet av Millest-Bodsjön. Medelhöjden är 798 meter över havet och ytan är 2,95 kvadratkilometer. Räknas de 2 avrinningsområdena uppströms in blir den ackumulerade arean 17,5 kvadratkilometer. Bodsjöbäcken som avvattnar avrinningsområdet har biflödesordning 4, vilket innebär att vattnet flödar genom totalt 4 vattendrag innan det når havet efter 294 kilometer. Avrinningsområdet består mestadels av skog (70 procent) och kalfjäll (18 procent). Avrinningsområdet har 0,36 kvadratkilometer vattenytor vilket ger det en sjöprocent på 12,1 procent.